# Сингх, Гурдиал
Гурдиал Сингх (хинди गुरदयाल सिंह; 1 января 1924 — 30 мая 2023, Чандигарх) — индийский школьный учитель и альпинист, возглавивший первую альпинистскую экспедицию независимой Индии на Трисул (7120 метров) в 1951 году. 
В 1958 году он возглавил команду, совершившую первое восхождение на Мригтуни (6855 метров). 
В 1965 году он был членом первой успешной индийской экспедиции, поднявшейся на Эверест.

## Биография
Гурдиал Сингх присоединился к школе Дун в 1945 году, и именно здесь на него повлияли такие англичане, как Джон Мартин, Р. Л. Холдсворт и Джек Гибсон, чтобы заняться альпинизмом. Первый директор Дуна Артур Фут был членом Альпийского клуба, с которым они покорили множество вершин, включая Бандарпанч, Трисул, Камет, Аби-Гамин и Нандадеви; при этом он был первым индийским членом знаменитого альпийского клуба. 
В 1965 году Сингх поднялся на Эверест в составе первой успешной индийской экспедиции под руководством Мохана Сингха Кохли.
Сингх оставался холостым на протяжении всей своей жизни и часто говорил, что он «женат на горах». Он умер в результате осложнений из-за перелома бедра и чикугуньи в своём доме в Чандигархе 30 мая 2023 года в возрасте 99 лет.

## Haгpaды
Помимо того, что Сингх был первым индийцем, включенным в Альпийский клуб, в 1965 году он получил премию Арджуны за свой вклад в развитие индийского альпинизма. В 1967 году Сингх был награждён Падма Шри, четвёртой высшей гражданской наградой Индии. В 2007 году Гурдиал Сингх был удостоен Премии за заслуги перед жизнью и Tenzing Norgay National Adventure Award за вклад в развитие индийского альпинизма.